# Etxajaun
Etxajaun ou Etxejaun est le mot en langue basque désignant « le seigneur de la maison », un génie nocturne ou elfe de la mythologie basque qui représente les ancêtres. 

## Étymologie
Etxeko jaun signifie « maître de maison » en basque, des mots etxe (« maison »), ko (« de ») jaun (« maître »). Le suffixe a désigne l'article : etxeko jauna se traduit donc par « le maître de maison ».

## Contexte historique
Au Pays basque, l'etxea est un mythe au premier sens du terme, puisqu'elle fonde une perception singulière du monde. Selon Mircea Eliade, « L'habitation n'est pas un objet, une « machine à habiter » : elle est l'Univers que l'homme se construit en imitant la Création exemplaire des dieux, la cosmogonie. »
Selon Hartsuaga, les Basques sont des êtres topiques, c'est-à-dire attachés à un lieu qu'ils nomment etxe (maison) qui est à la fois un abri, le centre d'un cosmos, l'unité de base d'une société et le repère politique fondamental. Un lieu où le hommes acceptent d'oublier leur nom, puisque le nom de la maison étant préféré au patronyme.

## Description
Etxajaun est l'un des noms par lequel on désigne les ancêtres ou le sens qu'on lui donne dans certains endroits, et on l'emploie généralement au pluriel en parlant des « etxekojaunak » (Seigneurs de la maison). 
Les etxekojaunak visitent la cheminée après que les gens ont bien tassé les braises du foyer et sont allés se coucher.. 
Ce sont les gardiens de la demeure ainsi que les bienfaiteurs mais ils savent aussi manifester leur mécontentement lorsqu'on a éteint le feu du foyer, si l'on a laissé trainer la vaisselle du repas, ou si parfois on ne leur a point fait quelques offrandes,. Si cela devait arriver, ils montreraient leur colère en pinçant ou en dérangeant les propriétaires de la maison pendant leur sommeil pour être des fainéants et des paresseux.
Ces génies sont connus sous ce nom à Domezain, mais ils sont appelés par des noms différents selon les régions. Cerquand a déclaré que ces génies, quels que soient leurs noms, étaient tous des hommes, mais que leurs homologues féminins étaient les laminak, qu'ils avaient l'habitude de rencontrer dans le champ de Mendi, bien qu'il soit dit qu'ils ont été bannis de ces régions par Roland.